# Байрамов, Владимир Караджаевич
Влади́мир Караджа́евич Байра́мов (туркм. Wladimir Garajaýewiç Baýramow; 2 августа 1980, Ашхабад, Туркменская ССР, СССР) — российский и туркменский футболист, нападающий. Имеет большой опыт выступлений за национальную сборную Туркменистана (2001—2013).

## Биография
Владимир родился в городе Ашхабаде. Футболом занимается с 8 лет. Первый тренер — Сергей Казанков. Выпускник средней школы № 39 города Ашхабада.
Обучался в Институте спорта и туризма Туркменистана по специальности тренерская работа.
Младший брат Назар Байрамов — футболист. В 2001 году женился. Жена Джемма — банкир.

## Карьера
Профессиональную футбольную карьеру начал в 17 лет, в 1997—1999 играл за ашхабадский «Копетдаг». Затем переехал в Казахстан. Сезоны 1999—2000 выступал за коллективы «Женис» (Астана) и «Аксесс-Голден Грейн». Вторую половину сезона 2001 года провёл в России, в смоленском «Кристалле».
В 2002 арендован красноярским «Металлургом» на год.
Новый сезон Байрамов начал в казанском «Рубине». Ему не удалось закрепиться в основном составе «Рубина», в первый свой сезон в казанском клубе Байрамов в основном играл в турнире дублёров, где забил несколько голов. Всего в дебютном сезоне в Премьер-лиге провёл 1 матч. В середине лета 2003 года футболисту предложили на правах аренды перейти в грозненский «Терек».
Летом 2003 года перешёл в «Терек» на правах аренды до конца сезона 2003. За грозненский клуб дебютировал в поединке с калининградской «Балтикой», выйдя на замену во втором тайме, «Терека» выиграл со счетом 1:0. За клуб Байрамов провёл 20 официальных матчей в Первенстве России и забил 8 голов. В составе «Терека» стал обладателем Кубка России 2003/04.
В декабре 2007 года Байрамов подписал долгосрочное соглашение (3 года) с подмосковным клубом «Химки». «Если честно, давно понял, что мне нужно сменить обстановку, круто изменить свою карьеру. К тому же последний сезон был неудачным для Рубина, — заявил футболист в интервью после подписания контракта. — Никто меня не заставлял переходить в Химки — я сам так решил». За клуб Байрамов провёл 15 официальных матчей в Чемпионате России и не забил ни одного гола. В декабре 2009 года стал свободным агентом и покинул «Химки». В июле 2011 года находился на просмотре в подмосковном клубе.
Зимой 2009 года «Тобол» официально объявил о том, что Владимир Байрамов присоединился к клубу на правах аренды. По итогам 2009 года Байрамов стал лучшим бомбардиром чемпионата Казахстана, забив 20 голов за сезон.
В 2011 перешёл в «Кайрат»
С 2012 года игрок туркменского клуба «Ахал».
С 2013 года играет за балканабадский клуб «Балкан». В сентябре 2013 года в составе «Балкана» стал обладателем Кубка президента АФК 2013. В этом же клубе завершил карьеру футболиста в 2013 году.
После завершения игровой карьеры стал проживать в Казани, получив гражданство России. Играет в городских соревнованиях по футзалу в составе команды «Татцентр».

## Сборная Туркменистана
Участник Кубка Азии 2004 года.
22 марта 2013 сделал дубль, в матче против Камбоджи в квалификации Кубка вызова АФК, матч закончился разгромом 7:0.

## Карьера тренера
Тренерскую карьеру начал в "Спортивной школе олимпийского резерва Вахитовского района" Казани. В декабре 2023 года дебютировал в качестве главного тренера ФК "Аркадаг".

## Достижения игрока
- Чемпион Туркменистана: 1998
- Обладатель Кубка Туркменистана: 1997, 1999
- Финалист Кубка Казахстана 1999/00 (в составе ФК «Аксесс»)
- Вице-чемпион Казахстана 2000 (в составе ФК «Аксесс»)
- Обладатель Кубка России 2003/04 (в составе ФК «Терек», 1 матч/1 гол)
- Победитель Кубка президента АФК 2013 (в составе ФК «Балкан»)

## Достижения тренера
Чемпион Туркменистана: 2023
Обладатель Кубка Туркменистана: 2023

## Статистика по сезонам
| Год  | Команда                                        | Лига | Игр | Голов |
| ---- | ---------------------------------------------- | ---- | --- | ----- |
| 1999 | Женис (Астана, Казахстан)                      | СЛ   | 21  | 6     |
| 2000 | Аксесс-Голден Грейн (Петропавловск, Казахстан) | СЛ   | 25  | 7     |
| 2001 | Кристалл (Смоленск, Россия)                    | ПД   | 15  | 1     |
| 2002 | Металлург (Красноярск, Россия)                 | ПД   | 20  | 1     |
| 2003 | Рубин (Казань, Россия)                         | ПЛ   | 1   | 0     |
| 2003 | Терек (Грозный, Россия)                        | ПД   | 20  | 8     |
| 2004 | Рубин (Казань, Россия)                         | ПЛ   | 13  | 3     |
| 2005 | Рубин (Казань, Россия)                         | ПЛ   | 21  | 6     |
| 2006 | Рубин (Казань, Россия)                         | ПЛ   | 25  | 2     |
| 2007 | Рубин (Казань, Россия)                         | ПЛ   | 23  | 4     |
| 2008 | Химки (Химки, Россия)                          | ПЛ   | 15  | 0     |
| 2009 | Тобол (Костанай, Казахстан)                    | СЛ   | 22  | 20    |